# District de Morafenobe
Le district de Morafenobe est un district de la région de Melaky, situé dans l'Ouest de Madagascar.